# Edgar Braun
Edgar Braun (* 9. Juni 1939 in Molbitz) ist ein ehemaliger Hauptabteilungsleiter (Hauptabteilung XIX, Verkehr, Post, Nachrichtenwesen) des Ministeriums für Staatssicherheit (MfS).

## Leben
Der Sohn eines Dispatchers und einer Hausfrau wurde direkt nach seinem Abitur 1957 bei der Kreisdienststelle Altenburg des MfS eingestellt. Es folgte ein Zweijahreslehrgang an der Hochschule des Ministeriums für Staatssicherheit in Potsdam-Eiche. 1959 trat Braun der SED bei und wurde operativer Mitarbeiter in der Abteilung II (Spionageabwehr) der Bezirksverwaltung Leipzig des MfS. 1961 wurde Braun zur HA II (Spionageabwehr) nach Berlin versetzt, wo er 1977 zunächst stellvertretender, 1978 ordentlicher Leiter der Abteilung I (Innere Sicherheit des MfS) wurde. Als solcher beschäftigte er sich mit der Jagd auf vermeintliche oder tatsächliche Abweichler in den Reihen des MfS. Drei seiner Zielpersonen wurden zwischen 1979 und 1981 hingerichtet. Ein fünfjähriges Fernstudium an der Parteihochschule Karl Marx des ZK der SED schloss er 1980 als Diplom-Gesellschaftswissenschaftler ab. 1982 erfolgte eine erneute Versetzung in die HA XIX (Verkehr, Post, Nachrichtenwesen), deren Leitung er wenig später übernahm. 1986 wurde Braun zum Generalmajor ernannt. Im November 1989 wurde Braun leitender Mitarbeiter des Amtes für Nationale Sicherheit (AfNS) und beteiligte sich 1990 als Berater des Staatlichen Komitees zur Auflösung des AfNS an dessen Abwicklung. Seine Rolle innerhalb des Komitees gilt als umstritten. So soll er wesentlichen Anteil an der Herausdrängung der Bürgerkomitees aus dem Auflösungsprozess gehabt haben und soll zugleich versucht haben Amnestien für ehemalige MfS-Mitarbeiter als Gegenleistung für ihre Verschwiegenheit zu verhandeln.
Später war er als Immobilienmakler tätig. 1992 behauptete er mit weiteren früheren MfS-Offizieren in einem offenen Brief an die Ministerpräsidenten der Neuen Bundesländer eine angebliche „Hexenjagd“ auf ehemalige Mitarbeiter des MfS und forderte zugleich „stille Lösungen“ unter Ausschluss der Öffentlichkeit bei der Offenlegung früherer Stasi-Tätigkeiten. 2003 beteiligte er sich mit einem Beitrag an Die Sicherheit, einer Rechtfertigungsschrift ehemaliger MfS-Offiziere. Er lebt als Rentner in Berlin.

## Publikationen
- Edgar Braun, Heinz Engelhardt, Günter Möller, Gerhard Niebling: Eine notwendige Empfehlung zur Nachlese. In: Reinhard Grimmer, Werner Irmler, Willi Opitz, Wolfgang Schwanitz (Hrsg.): Die Sicherheit – Zur Abwehrarbeit des MfS, Band 1. Edition Ost, Berlin 2003, S. 37–42.[4]